# (24600) 1971 UQ
1971 يو كيو (ويعرف أيضًا باسم (24600) 1971 يو كيو وفق تسمية الكوكب الصغير) (بالإنجليزية: 1971 UQ)‏ هو كويكب ضمن حزام الكويكبات؛ وترتيبه 24600 من حيث الاكتشاف.
اكتُشف هذا الجُرم الفلكي بواسطة لوبوش كوهوتك في 26 أكتوبر 1971.

## وصلات خارجية
- (24600) 1971 UQ في قاعدة بيانات مختبر الدفع النفاث لأجرام النظام الشمسي الصغيرة

- الاكتشاف · مخطط المدار ·  العناصر المدارية · المعلمات المادية

- (24600) 1971 UQ على موقع ويكي سكاي: DSS2, SDSS, GALEX, IRAS, Hydrogen α, X-Ray, Astrophoto, Sky Map, Articles and images